# Vladimir Nabokov
Vladimir Vladimirovič Nabokov (rus. Владимир Владимирович Набоков, Sankt Peterburg, 22. travnja 1899. – Montreux, 2. srpnja 1977.), rusko-američki književnik. Nabokov, romanopisac, pjesnik, prevoditelj, književni publicist i lepidopterolog (stručnjak za leptire) bio je kozmopolitski ruski emigrant koji je izvrsnim poznavanjem nekoliko jezika, erudicijom i kontroverznom prozom postao jednim od najpoznatijih i najcjenjenijih književnika 20. stoljeća. Sam Nabokov za sebe je rekao: "Ja sam američki pisac rođen u Rusiji i školovan u Engleskoj, gdje sam studirao francusku književnost prije nego što sam petnaest godina proveo u Njemačkoj."
U njegov literarni rad ubrajaju se stotine poema, deseci novela, drama, prijevoda s ruskoga i s engleskog, književnih kritika i eseja. Pod utjecajem klasične ruske i moderne europske književnosti piše romane u kojima uz obilje fantazije i humora suprotstavlja tradicionalni i moderni sustav vrednota. Zbog bezobraznog seciranja spolnog života svojih junaka svrstan je i među pornografske pisce. Od dvadeset njegovih romana remek-djela su "Dar", napisan na ruskom i objavljen 1938., te Lolita 1955. i Blijeda vatra 1962. na engleskom. Objavio je i jednu od najboljih autobiografija na engleskom jeziku Govori, sjećanje!. Osim toga, napisao je mnogo stručnih članaka o leptirima.
No, svjetsku slavu stekao je tek 1955., objavivši roman Lolita. Popularnosti romana s temom o opsjednutosti sredovječnog muškarca 12-godišnjom djevojčicom, pridonio je i film u režiji slavnog redatelja Stanleyja Kubricka, s Jamesom Masonom, Shelley Winters i Sue Lyon. Novu verziju, kao svojevrstan uvod u 100. godišnjicu autorova rođenja, ostvario je 1997. Adrian Lyne, s Jeremyjem Ironsom, Melanie Griffith i debitanticom Dominique Swain. Popularnost glavnog lika bila je takva da je pojam Lolite, djevojčice na pragu sazrijevanja u ženu, postao dio svakidašnjeg govora.

## Rani život
Vladimir Nabokov rođen je 22. travnja 1899. u imućnoj aristokratskoj obitelji u Sankt Peterburgu u Rusiji. Njegov otac, Vladimir Dmitrijevič Nabokov bio je istaknuti i uvaženi liberalni političar, a majka Jelena Ivanovna Rukavišnjikov potjecala je iz bogate ruske plemenitaške obitelji poznatih umjetnika. Vladimir je od svog oca naslijedio radni elan i ljubav prema leptirima, a od majke kreativni senzibilitet i urođenu duhovnost. Kao najstariji od petero djece djetinjstvo je proveo u St. Petersburgu i na obiteljskom imanju Vira, oko 70 kilometara južno od grada. Najprije su ga različite guvernante naučile engleski i francuski, a ruski je naučio od privatnog učitelja iz lokalne škole. Obitelj je kod kuće govorila mješavinom francuskog, engleskog i ruskog i ova jezična raznolikost imat će odlučujuću ulogu u razvoju Vladimira kao umjetnika. 
U djetinjstvu i mladosti bio je sportski vrlo aktivan, vozio je bicikl, igrao tenis i nogomet i mnogo vremena provodio na obiteljskom imanju loveći leptire. Uz pomoć nekoliko privatnih učitelja stekao je široko obrazovanje, svladavši osnove likovnosti koje su mu pomogle da izoštri svoju moć promatranja i imaginacije. U školu Tenišev, najnapredniju i najskuplju školu u Rusiji, pošao je 1911. Svaki su ga dan u školu dovozili u obiteljskom Rolls Royceu, što je još više povećalo njegovu samosvijest. U društvu je prihvaćen zahvaljujući nogometu. Bio je, naime, dobar vratar.
Izbijanjem Oktobarske revolucije lišen je prava i bogatstva stečenog rođenjem, ali mu je u pamćenju ostalo urezano naslijeđe ruske kulture. Ipak, gubitak domovine za njega je bio teži od zaplijenjenog novca i imanja. Kao perspektivan ruski pjesnik bio je lišen korijena svog jezika, a osjećaj lingvističkog beskućništva odražava se u cijelom njegovom djelu. U studenom 1917., uoči revolucije, obitelj je napustila Sankt Peterburg i otputovala na Jaltu na Krim, gdje ih je udomio jedan prijatelj. 
Nakon abdikacije cara Nikole II., Vladimirov otac prihvatio je položaj u privremenoj vladi, no kad su ga boljševici strpali na devedeset dana u zatvor, jer je kao član parlamenta prve Dume potpisao politički manifest, razočaran je napustio položaj i pridružio se obitelji na Krimu. Ondje je Vladimir ulovio oko 77 vrsta leptira i više od 100 vrsta noćnih leptira, koji će poslije postati temelj za njegov prvi znanstveni rad koji je 1923. objavljen u engleskom stručnom časopisu The Entomologist. Ondje je pisao poeziju na engleskom i dovršio ruski prijevod Alice u zemlji čudesa Lewisa Carrolla.
Nakon 18 mjeseci obitelj je napustila Krim i zajedno s desecima tisuća protivnika boljševika emigrirala najprije u London, a zatim 1920. u Berlin. U Berlinu mu je otac postao urednikom emigrantskog časopisa Rul (Kormilo), a 1922. bio je slučajna žrtva desničarskog atentata na političara Pavela Miliukova. Nakon očeve pogibije, majka se preselila u Prag, gdje je dobivši vladinu mirovinu, ostala sve do smrti 1939.
Vladimir je ostao u Berlinu i nastavio pisati. Surađivao je u emigrantskom časopisu Rul (Kormilo) pod pseudonimom V. Sirin. U njemu je objavljivao novele i poeziju te roman Mašenjka u nastavcima. Davao je satove engleskog i bio teniski trener, prevodio, pojavljivao se kao statist u filmovima, glumio u kazališnim predstavama i sastavljao šahovske probleme te prve ruske križaljke. Vodio je i aktivan društveni život. Žene su se jednostavno lijepile za tog naočitog, šarmantnog mladića aristokratskog izgleda. Prije nego što je 1923. upoznao svoju buduću suprugu Veru, imao je nekoliko romantičnih avantura. Bio je čak zaručen s osamnaestogodišnjom Svetlanom Siewert, jednom od priznatih ljepotica među ruskim emigrantima.
Vera Jevsejevna Slonim, kći židovskog industrijalca iz St. Petersburga, proživjela je bezbrižno i bogato djetinjstvo u tom gradu, ali i noćnu moru bijega svoje obitelji pred boljševicima. Nabokov ju je upoznao najednom od dobrotvornih plesova ruskih emigranata u Berlinu. Dvije godine nakon tog susreta, 15. travnja 1925., vjenčali su se u gradskoj vijećnici u Berlinu. Tada je svoj pseudonim V. Sirin promijenio u svoje pravo prezime. U svibnju 1934. rodio im se sin Dmitri, a 1937. su pred nacizmom pobjegli u Pariz. Njegov roman Dar iz 1938. dobro je prihvaćen među emigrantskim kritičarima, ali bio je nedovoljno poznat izvan kruga onih koji su govorili ruski.

## Fatalna ljubav
Premda je Vera znala da je njezin muž zavodnik, njegova strastvena veza s Irinom Guadanini izazvala je bračnu krizu koja je zaprijetila razvodom. U siječnju 1936., tijekom literarnih večeri u Parizu na kojima je sudjelovao, upoznao je Irinu Guadanini, netom razvedenu privlačnu plavokosu Ruskinju tri godine mlađu od Vere. Žene su bez obzira na dob bile oduševljene njegovim šarmom, ali se on smiješio samo modrookoj Irini. Stigavši iz Pariza u London na razgovore s izdavačem Gallimardom, nije mogao dočekati da se opet sastane s Irinom. Njegova opčinjenost mladom Ruskinjom bila je tako snažna da je već razmišljao kako će zbog nje ostaviti Veru. 
Irini je otvoreno pričao o svojim prethodnim izvanbračnim vezama, s Njemicom koju je slučajno sreo u Grunewaldu, zatim o četiri noći što ih je 1933. proveo s nekom Francuskinjom, bivšom studenticom koja se sama nudila, te još tri-četiri beznačajna ljubavna susreta. No, Vladimirove ljubavne avanture samo su pojačale njezinu strast prema njemu. On joj je sa suzama u očima govorio kako ne može živjeti bez nje i kako ni za kojom ženom nije čeznuo kao za njom. No, ipak je sa suprugom i sinom otišao na Azurnu obalu, gdje je Veri skrušeno priznao da se ludo zaljubio u Irinu. 
Veći dio kolovoza bio je ispunjen bračnim svađama jer je i dalje pisao Irini u Pariz. Čini se da ga je Verina prijetnja kako će mu, ako je napusti, oduzeti sina, na posljetku pokolebala. Irina mu je predložila da zajedno odu bilo kamo, ali on joj je odgovorio da ga je Vera prisilila da prekine vezu s njom te da joj više neće pisati.
Irina je za Vladimirom vlakom došla u Cannes i sastala se s njim. On joj je objasnio da je voli, ali da ne može zalupiti vrata za svojim bivšim životom. Razočarana, slomljena srca i na rubu samoubojstva Irina je sljedećeg dana otputovala u Italiju, uvjerena da ga je Vera na prijevaru vratila u brak. Posljednji put ga je vidjela dogodine na predavanju koje je održao u Parizu. Nabokov je ostao velika ljubav njezina života i dvadeset godina poslije, čitajući Lolitu, izjavila je kako je on zapravo pisao o njoj. Tugovala je za njim, prateći i izrezujući iz novina natpise o njemu gotovo sve do smrti 1976.
Njegov odgovor na vezu s Irinom bio je roman Dar, oda vjernosti i zahvalnosti mladog umjetnika ženi koja je gotovo sasvim nalik Veri. Potkraj 1939. napisao je novelu "Čarobnjak", priču o 40-godišnjim zavodnicima maloljetnih djevojčica, u to doba prilično rijetkoj temi. Bila je to zapravo skica za Lolitu. U Parizu je napisao nekoliko djela na francuskom i prvi roman na engleskom Pravi život Sebastiana Knighta.
Kako se zbog opasnosti od rata želio odseliti u Englesku, a nije mogao dobiti mjesto na nekom engleskom sveučilištu, odlučio je s obitelji emigrirati u Ameriku. Uz novčanu pomoć skladatelja Sergeja Rahmanjinova, obitelj Nabokov je 1940. pobjegla u New York, gdje ih je prihvatio krug oko književnog kritičara Edmunda Wilsona i spisateljice McCarthy. 
Vladimir je u početku radio u Prirodoslovnom muzeju u New Yorku, proučavajući i svrstavajući leptire. Napisao je dva stručna rada s tog područja i muzej mu je plaćao za entomološke crteže. Predavao je kreativno pisanje na Stanfordskom sveučilištu, a potom postao stalni predavač na Wellesleyju u državi Massachusetts, gdje je svojom pojavom odmah privukao pozornost studentica. Sve su bile ludo zaljubljene u njega. Za mnoge je on bio prvi Europljanin koji je sasvim odgovarao pojmu romantičnog boemskog umjetnika. Sve je u vezi s njim govorilo o jednom drugom podneblju, dalekom carstvu Staroga svijeta, profinjenosti i erudiciji. Jedna bivša studentica prisjeća se kako je ondje studirala francuski, ruski i - Nabokova. Studentice su s divljenjem promatrale novog profesora za kojeg mnoge nisu ni znale da je oženjen. Odmah su uočile kako je osobitu pozornost posvećivao najljepšim djevojkama. 
Katherine Reese Peebles, koja je pohađala predavanja novog profesora ruskog i intervjuirala ga za studentski list 1943., rekla je kako su mu se doista sviđale mlade djevojke, ali ne i djevojčice. U jesen te godine Katherine i Vladimir odlazili su na duge šetnje kampusom držeći se za ruke i izmjenjujući poljupce. Ljepotica rođena u Memphisu slobodnog ponašanja bila je dobro verzirana u vještini očijukanja. Ljubili su se, milovali i grlili, ali Nabokov nije želio ići dalje od toga, iako ga je Katherine ohrabrivala. Jednog je dana na ploči na ćirilici napisao tri riječi i brzo ih izbrisao. Bile su to Ja te volim na ruskom. Od tada Katherine je odustala od njegova kolegija i od njega. 
Vera je sigurno opažala tu opću zaluđenost njezinim mužem, ali ni po čemu nije pokazivala da išta zna. Prije i poslije, kad god i gdje god je mogla, opovrgavala je te glasine ili brisala spomen na njegova osvajanja drugih žena.

## "Tempirana bomba"
Vera i Vladimir Nabokov postali su 1945. američki državljani, a od 1948. do 1958. Vladimir je bio profesor ruskog jezika i europske književnosti na sveučilištu Cornell, gdje su njegova predavanja o Gustaveu Flaubertu, Jamesu Joyceu, Ivanu Turgenjevu i Lavu Tolstoju i drugim piscima bila vrlo hvaljena. Na romanu o postarijem muškarcu koji je volio djevojčice Nabokov je počeo raditi 1947. Dotad su njegove knjige slabo prolazile na tržištu pa se činilo da mu ni njegov novi roman o sredovječnom gospodinu zaljubljenom u 12-godišnju pokćerku neće mnogo pomoći da popravi svoje financijsko stanje.
U jesen 1953. posvetio se tom rukopisu radeći 16 sati na dan. Lolita je dugovala svoje rođenje Vladimiru, a život Veri Nabokov. On je nekoliko puta želio spaliti rukopis, ali ga je Vera odvratila od toga. Ona je jedina bila svjesna da joj muž radi na tempiranoj bombi i, unatoč za ono doba skandaloznoj temi, vjerovala da djelo svakako mora ugledati svjetlo dana.
Tako je 1953. ugovorila sastanak s urednicom u časopisu New Yorker Katherine White i sama joj odnijela rukopis. U slučaju pozitivnog odgovora, Nabokov je htio da mu se djelo pojavi pod pseudonimom. White je priznala Veri kako ju je kao baku s pet unučica knjiga uznemirila i kako nema nikakvog razumijevanja za psihopate. Drugi izdavači smatrali su djelo pukom pornografijom, eksplicitnim priznanjem sredovječnog Europljana daje opsjednut pretpubertetskom djevojčicom. Iako su neki priznali literarne vrijednosti Lolite, nisu bili spremni na pravne posljedice objavljivanja romana i strahovali su da će knjiga s takvom šokantnom temom uništiti i autora i izdavača. 
Neki su smatrali da se u Americi djelo ne može pojaviti bez pravne bitke koja je unaprijed izgubljena. Nasuprot takvim ocjenama, prijatelji poput Edmunda Wilsona i Mary McCarthy ocijenili su knjigu zadivljujućom i vrlo erotičnom. Kad su Nabokove, uz izdavače Simon and Shuster i Doubleday, odbila još dva izdavača, Vera je napisala pismo Doussiji Ergaz, ruskoj književnoj agentici koja je već vodila Nabokovljeve poslove u Francuskoj, rekavši joj kako Lolita ne može biti tiskana u Americi zbog ovdašnje uskogrudnosti i lažnog morala i zapitala ima li šanse u Francuskoj. Ergaz je pročitala roman i ponudila ga pariškoj izdavačkoj kući Olympia Press, koja je u ljeto 1955. Nabokovu isplatila predujam od 400.000 franaka ili oko 1000 dolara, pošto je na roman pristao staviti svoje pravo ime. Lolita je smjesta izazvala buru negodovanja moralista, ali i dobila izvrsnu ocjenu svojih umjetničkih vrijednosti.
Knjiga je izašla iz tiska ujesen iste godine, a poznati engleski romanopisac Graham Greene napravio joj je besplatnu reklamu preporučivši je u Sunday Timesu među tri najbolje knjige izdane te godine. Među te tri, napisao je, bila je jedna za koju nitko nije bio čuo i koja se nije mogla nabaviti ni u Americi ni u Londonu, ali se može kupiti u Parizu. Bila je to Lolita. Glavni urednik Sunday Expressa osudio ju je kao najodvratnije smeće nazvavši je čistom pornografijom, dodavši kako će svatko tko je objavi ili proda zasigurno završiti u zatvoru. Kad su vijesti o knjizi doprle do Amerike, mnogi su se izdavači počeli za nju zanimati i na kraju je Walter Minton, iz njujorške izdavačke kuće Putnam, osigurao izdavačka prava.
Približavao se dan objavljivanja knjige u New Yorku. Vera i Vladimir shvatili su kako će to biti prijeloman dan u njihovom životu i ništa više neće biti kao prije. Na svečanoj prezentaciji knjige i na koktelu poslije toga fotografima je bilo najvažnije snimiti sredovječnu suprugu muškarca "koji je volio djevojčice". Osude romana Lolita i polemike koje je uzrokovao samo su pridonijele njezinom uspjehu. Mnogi su u Americi u glavnom junaku romana Humbertu Humbertu vidjeli autora, smatrajući ga pervertitom i pedofilom, želeći ga pod svaku cijenu identificirati s likom iz romana.
Kritičari i novinari nastojali su pronaći autorove dnevnike koji bi na neki način dokazali kako Lolita nije proizvod mašte nego osobno autorovo iskustvo. Nabokovljevi su romani, doduše, često prožeti iskustvima iz njegova vlastitog života, ali taj roman krasi sofisticiranost umjetničkog izraza, te osebujan literarni i lingvistički stil. Vera je bila vrlo kreativna partnerica u svemu što je njezin muž činio. Njihovi odvjetnici, izdavači, rodbina, kolege i prijatelji slagali su se u jednom: bez nje on nikad ne bi bio uspio.
Vera Nabokov bila je intelektualna pratilja, tajnica, menadžer i anđeo čuvar svog muža podredivši mu sav svoj život. S njim je proživjela 52 godine, a umrla je 1991. Jedina svrha njezina života bilo je čuvanje njegova djela i imidža za potomstvo.

## Nedovršeni rukopis
U berlinskom razdoblju osiguravala je lavlji dio prihoda prevoditeljskim radom, podnosila njegove ljubavne veze, posebice burnu vezu s Irinom Guadanini, na američkim sveučilištima istraživala je za njegova predavanja. Slijedila ga je poput brižne majke, noseći mu knjige po kampusu, bilježeći svaku njegovu riječ i zajedno s njim loveći leptire. Potkraj njegova angažmana na Wellesleyju, Vera ga je nekoliko mjeseci zamjenjivala na predavanjima.
Kad je postao slavan s Lolitom, ona je bila jedinstvena veza s izdavačima, odvjetnicima i medijima. Potkraj rujna 1955. knjiga je dospjela na prvo mjesto na popisu bestselera New York Timesa i ondje se zadržala šest mjeseci. Na tom mjestu zamijenio ju je Pasternakov Dr. Živago. Filmska prava prodana su Stanleyju Kubricku za 150.000 dolara, za oko 17 puta veću svotu nego što je iznosila Nabokovljeva plaća na sveučilištu Cornell. Zarada od prodaje romana kombinirana s prodajom filmskih prava i ugovor o filmskom scenariju, Nabokovu su 1959. omogućili da se definitivno povuče s Cornella i posveti pisanju.
Vera i Vladimir Nabokov preselili su se 1961. i Montreux u Švicarskoj kako bi bili što bliže Dmitriju koji je studirao operno pjevanje u Milanu i ondje su ostali do kraja života. Dok je Vera bila u Americi ismijavala je američki provincijalizam i nedostatak ukusa, a kad se preselila u Montreux, pretvorila se u gorljiva zagovornika zemlje koju je napustila. Živeći povučeno, Nabokov je nastavio objavljivati originalne romane, uključujući i Blijedu vatru. Organizirao je prevođenje svojih ranijih djela s ruskog na engleski. Umro je 2. srpnja 1977. u Montreuxu od virusne infekcije pluća u 78. godini. Njegovo opsežno književno djelo izazovne i razigrane mašte, nabijeno inovativnim korištenjem jezika, i danas oduševljava jednake i književne stručnjake i čitatelje.
U travnju 1999. godine, u povodu svečanosti obilježavanja stote godišnjice rođenja svoga oca, u vijećnicu na Manhattanu stigao je i njegov 64-godišnj sin Dmitri Nabokov. On je 1955. diplomirao pravo na Harvardu, a potom nastavio studij u Milanu i postao operni pjevač. Uz operni angažman u Italiji, nije prestao prevoditi očeva djela. 
Kratko vrijeme prije smrti Vladimir je ostavio rukopis nedovršena romana Laurin izvornik supruzi i sinu i naredio im da ga spale. No, ni Vera ni Dmitri nisu ga imali hrabrosti uništiti. Prije smrti Vera je sinu ostavila u naslijeđe da odluči o tom vrlo delikatnom pitanju. Dmitri će rukopis dati u neku ustanovu na čuvanje u odgovarajućim uvjetima, gdje će biti dostupan istaknutim književnim istraživačima i, vjerojatno, pripremljen za objavljivanje u budućnosti.
Neka djela na hrvatski mu je preveo hrvatski pjesnik Josip Sever.

## Djela

### Romani

#### Na ruskom
- Lužinova obrana, 1938.
- Očaj, 1938.
- Poziv na smaknuće, 1936.
- Dar, 1938.

#### Na engleskom
- Lolita, 1955.
- Pnin, 1957.
- Blijeda vatra, 1962.
- Ada, 1969.
- Laurin izvornik, 2009. (objavljen postumno)